# یواس‌اس لورنس (ای‌پی‌ای-۱۵۳)
یواس‌اس لورنس (ای‌پی‌ای-۱۵۳) (به انگلیسی: USS Laurens (APA-153)) یک کشتی بود که طول آن ۴۵۵ فوت ۰ اینچ (۱۳۸٫۶۸ متر) بود.